# Lupe Madera
Lupe Madera (* 17. Dezember 1952 in Yucatán, Mexiko; † 3. Dezember 2005) war ein mexikanischer Boxer im Halbfliegengewicht. 

## Profikarriere
Im Jahre 1972 begann er erfolgreich seine Profikarriere. Am 10. Juli 1983 boxte er gegen Katsuo Tokashiki um den Weltmeistertitel des Verbandes WBA und siegte durch „technische Entscheidung“ in Runde 4. Diesen Gürtel verlor er allerdings bereits in seiner zweiten Titelverteidigung im Mai des darauffolgenden Jahres an Francisco Quiroz  durch Knockout.
Nach dieser Niederlage beendete er seine Karriere.